# 차이니스 크레스티드

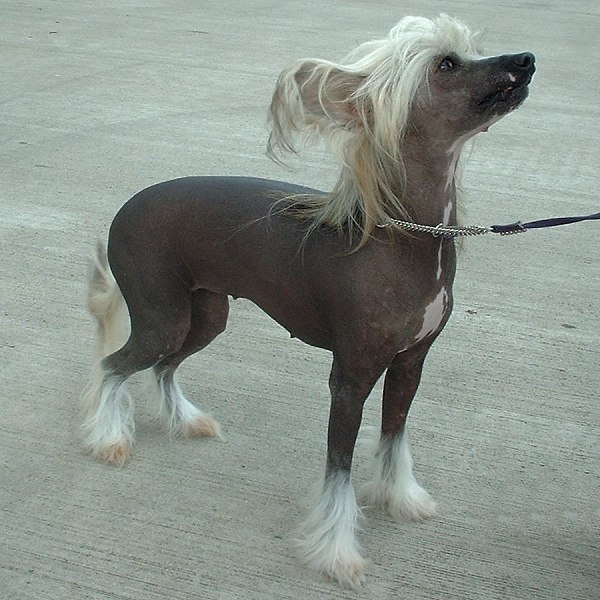
검은 피부의 헤어리스

차이니스 크레스티드(Chinese Crested)는 개 품종 중 하나로 체구가 작으며, 특이한 생김새를 갖고 있다. 헤어리스(Hairless)와 파우더퍼프(Powderpuff) 두 형태가 있다. 헤어리스는 몸에 털이 없는데, 머리, 꼬리와 다리에는 털이 난다.

## 같이 보기
- 반려견